# Hans Burgkmair der Ältere

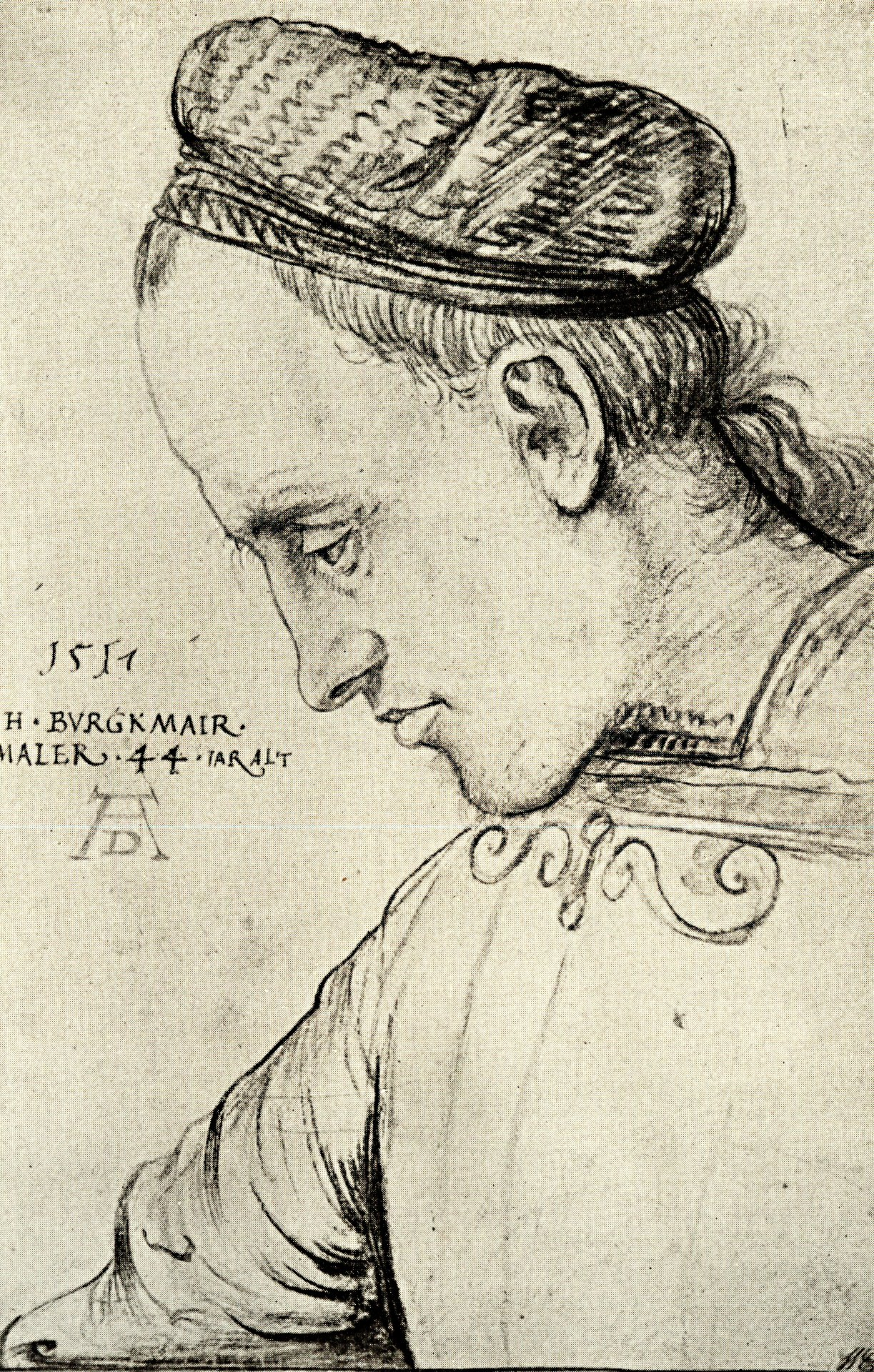
Selbstbildnis (1517). Das Monogramm Albrecht Dürers ist später hinzugefügt worden.

Hans Burgkmair der Ältere (* zwischen dem 1. Januar und dem 10. Mai 1473 in Augsburg; † zwischen Mai und August 1531 ebenda) war ein bedeutender Maler, Zeichner und Entwerfer für den Holzschnitt zu Beginn des 16. Jahrhunderts. Er gilt neben Hans Holbein dem Älteren und Hans Holbein dem Jüngeren als wichtigster Augsburger Künstler zwischen Spätgotik und Renaissance.

## Leben

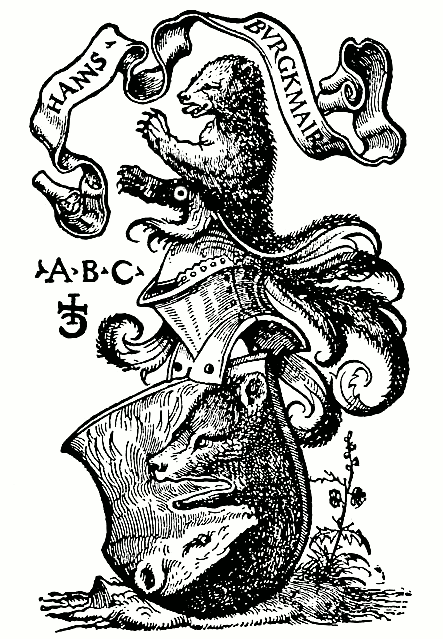
Wappen des Hans Burgkmair

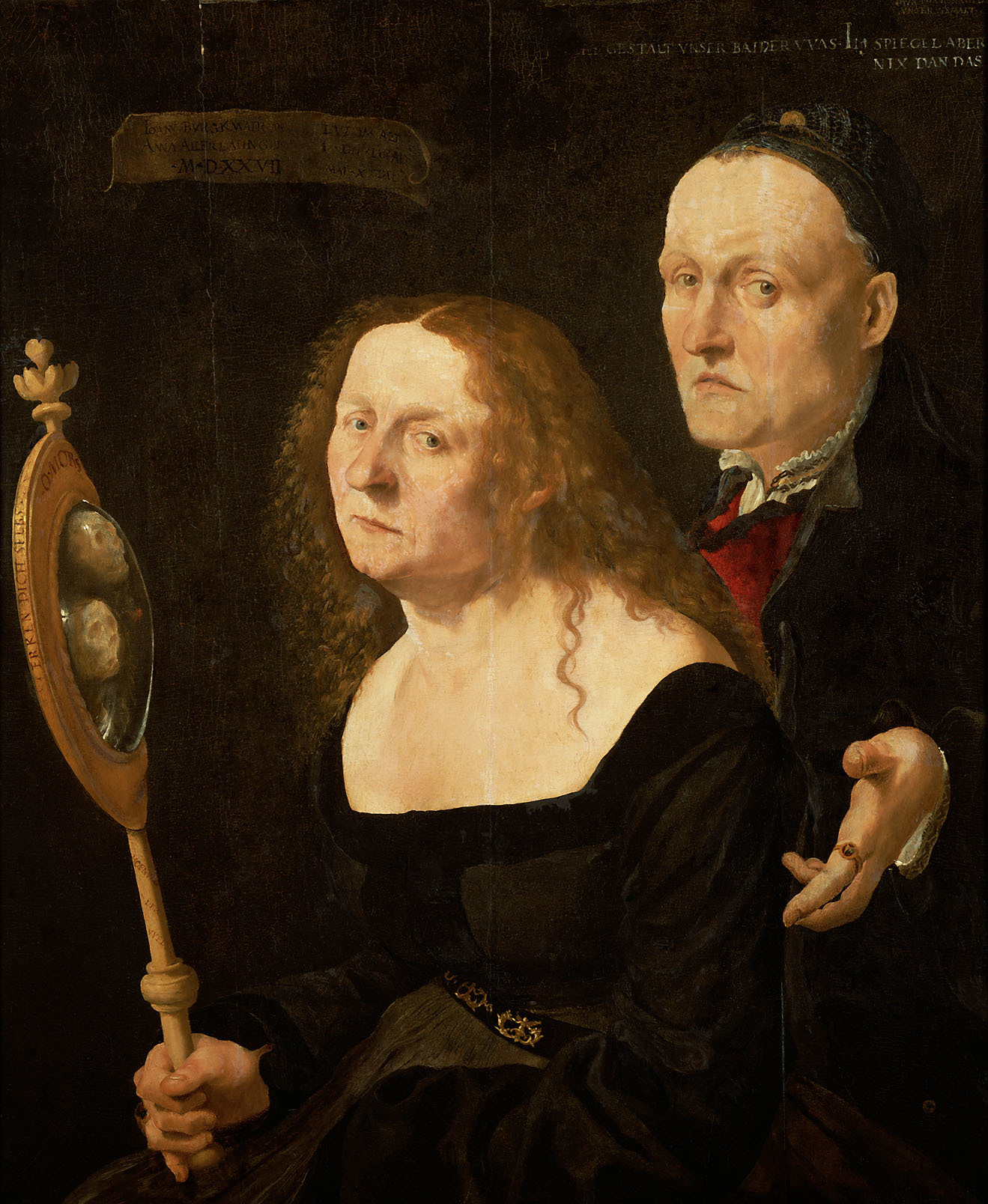
Hans Burgkmair und seine Frau Anna, gemalt von Lukas Furtenagel (1529).
Auf dem Zettel steht in Großbuchstaben:
Joann Burgkmair M[aler] 56 Jar alt
Ann Allerlaiin Ge[mahe]l 52 Jar alt

Als Sohn des Malers Thoman Burgkmair (1444–1523) kam Hans schon früh mit der Malerei in Kontakt. Die Technik lernte er in der Werkstatt seines Vaters. Seine Lehrzeit führte ihn 1488 bis 1490 nach Colmar (Elsass) zu Martin Schongauer, der ihn nachhaltig beeinflusste. Nach seiner Rückkehr entstanden 1490 als seine frühesten Werke das Bildnis des Predigers am Straßburger Münster, Johann Geiler von Kaysersberg, und das Porträt des Augsburger Bischofs Friedrich II. von Zollern.
Ab 1491 war Burgkmair längere Zeit für den Augsburger Drucker Erhard Ratdolt als Reißer für den Holzschnitt tätig. Am 3. Juli 1498 ehelichte er Anna Allerlay, Tochter des Kürschners Jörg Allerlay. Am 29. März 1498 wurde er als Meister in die Zunft der Augsburger Maler, Glaser, Bildschnitzer und Goldschlager aufgenommen. Auf dem Augsburger Reichstag von 1500 knüpfte er erste Kontakte zum deutschen König und späteren Kaiser Maximilian I., der ihn bald zu schätzen wusste und ihm 1516 ein Wappen verlieh. Zwischen 1501 und 1504 malte der Künstler drei der sechs Basilikenbilder für den Kapitelsaal des Augsburger Dominikanerinnenklosters St. Katharina.
1503 begab sich Burgkmair auf eine Reise an den Niederrhein. 1505 gestaltete er für den sächsischen Kurfürsten Friedrich den Weisen vermutlich für die Schlosskirche von Wittenberg ein Triptychon, das auf der Mitteltafel die Heiligen Sigismund und Sebastian darstellt. Dazu erscheinen der Pestheilige Rochus sowie Christophorus und andere Heilige. Im Jahr 1508 stellte er erste Farbholzschnitte her. Seit dieser Zeit widmete er sein Schaffen vorwiegend graphischen Arbeiten für Kaiser Maximilian I., vermittelt von Konrad Peutinger. 1512–1518 beteiligte er sich so mit zahlreichen Entwürfen an den Holzschnittserien in kaiserlichem Auftrag (Theuerdank, Weißkunig, Triumphzug Kaiser Maximilians).
Zur Altersvorsorge kaufte der Maler 1526 für sich und seine Frau ein Leibgeding. Seinem Sohn Hans Burgkmair dem Jüngeren (1500–1562), der zusammen mit Heinrich Vogtherr dem Jüngeren die Radierungen für das „Augsburger Geschlechterbuch“ (1545) schuf, gelang es nicht, in die Fußstapfen seines Vaters zu treten.

## Schaffen
Burgkmair gilt als Wegbereiter der Renaissance in Augsburg, gleichbedeutend als Maler wie als Zeichner für den Holzschnitt. Kaiser und Kirche waren zu seinen Lebzeiten die wichtigsten Auftraggeber für sein vielseitiges Schaffen. Burgkmair verarbeitete, angeregt von der italienischen Kunst, besonders in seinen Holzschnitten Formen der Renaissance und verband sie meisterlich mit der Tradition der Spätgotik. Seine späteren Gemälde enthalten die warme Farbpalette der venezianischen Malerei, weswegen über Reisen nach Oberitalien spekuliert wird (ein Aufenthalt 1507 in Venedig gilt immerhin als ziemlich sicher). Mit dem Johannesaltar von 1518 und dem Kreuzigungsaltar von 1519, beide heute in München, entstanden seine Hauptwerke der Altarmalerei. In seinem Spätwerk, zum Beispiel dem schon manieristisch anmutenden Gemälde Esther vor Ahasver (1528) oder der Schlacht bei Cannae (1529), die er für Herzog Wilhelm IV. malte, erreichte Burgkmair nochmals die Qualität seiner früheren Schaffensperiode. Von den circa 100 Holzschnitten mit Porträts berühmter Herrscher (von Julius Cäsar bis Maximilian I.), die er für ein von Konrad Peutinger geplantes Kaiserbuch fertigte, sind nur 23 Holzschnitte erhalten. Der namentlich bisher unbekannt gebliebene Meister der Augsburger Malerbildnisse war unter seinem Einfluss tätig, aber kaum sein Schüler.
Burgkmair schuf einige hervorragende Altarbilder. Sein vielleicht schönstes und bedeutendstes Werk dürfte der Johannes-Altar von 1518 sein.

## Werke (Auswahl)
- 1490: Johann Geiler von Kaysersberg, Lindenholz, 37,3 cm& × 26,5 cm, links und rechts je 0,5 cm angestückt, Malrand unten von der Mitte nach rechts leicht beschnitten (Augsburg, Staatsgalerie Altdeutsche Meister, Inv.-Nr. 3568)[4]
- 1490: Friedrich II. von Zollern, Papier, auf Leinwand geklebt, 37,2 cm& × 25,8 cm (Papier), 38,7 cm& × 26,9 cm (Leinwand) (Augsburg, Staatsgalerie Altdeutsche Meister, Inv.-Nr. 1055, Leihgabe der Städtischen Kunstsammlungen Augsburg, Inv.Nr. 10277)[5]
- 1498: Hochzeitsbild Jakob Fuggers und der Sibylla Artzt, Privatbesitz[6]
- vor 1500: Maria mit dem Kind auf der Rasenbank, Holz, 207 × 142 cm (Kunstsammlungen der Veste Coburg)[7]
- um 1500: Kaiser Friedrich III., nach einem verlorenen Original von 1468 (Wien, Kunsthistorisches Museum)
- 1501: Basilikenbilder: Basilica di S. Pietro (Augsburg, Staatsgalerie Altdeutsche Meister)
- 1502: Basilikenbilder: Basilica di S. Giovanni (Augsburg, Staatsgalerie Altdeutsche Meister)
- um 1502: Das Zeugbuch Kaiser Maximilians I. Innsbruck[8]
- 1504: Basilikenbilder: Basilica di S. Croce (Augsburg, Staatsgalerie Altdeutsche Meister)
- 1505: Christus am Ölberg (Hamburg, Kunsthalle, Inv. Nr. HK-394)
- 1507: Krönung Mariä (Augsburg, Staatsgalerie Altdeutsche Meister)
- 1509: Maria im Rosenhag (Nürnberg, Germanisches Nationalmuseum)
- 1515: Randzeichnungen für das Gebetbuch Kaiser Maximilians I. (Besançon, Bibliothek)
- 1518: Johannesaltar (Mittelteil) „Evangelist Johannes auf Patmos“ (München, Alte Pinakothek)[3]
- 1519: Kreuzigungsaltar (München, Alte Pinakothek)
- 1528: Geschichte der Esther, Nadelholz, 103 cm& × 156,3 cm (München, Alte Pinakothek; Teil eines Historienzyklus für den bayerischen Herzog Wilhelm IV. und seine Gemahlin Maria Jakobäa von Baden)[9]
- 1529: Niederlage der Römer bei Cannae, Nadelholz, 162 cm& × 121,5 cm (München, Alte Pinakothek; Teil desselben Historienzyklus wie die Geschichte der Esther)[10]
- Holzschnittwerke für Kaiser Maximilian I. ab 1509, unter anderem Genealogie, Weißkunig, Theuerdank, Triumphzug; es sind im Weißkunig 137 Blätter des Meisters nachgewiesen
- Einzelblätter, sehr bekannt ist der Clairobscur-Holzschnitt Der Tod als Würger (1510)

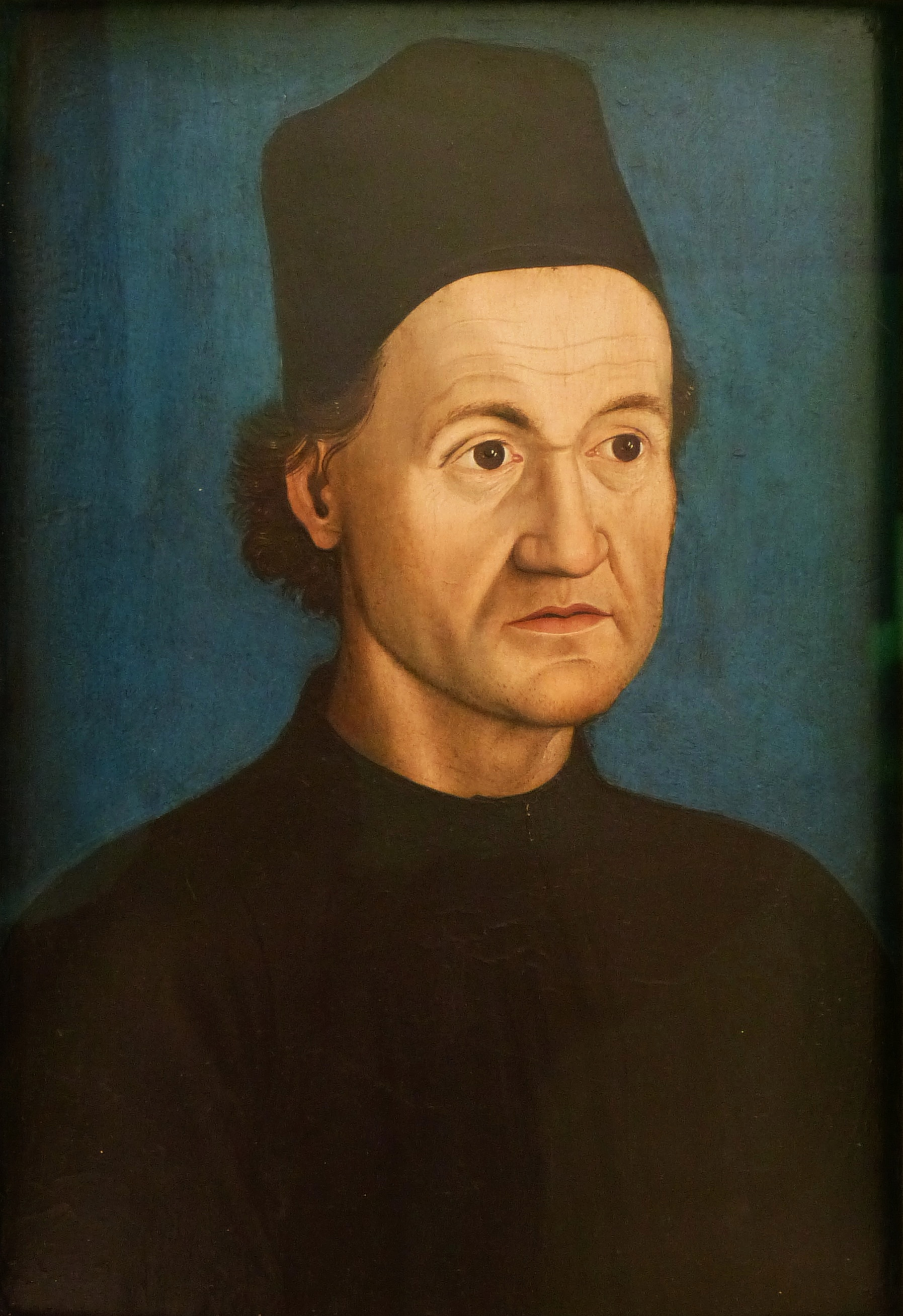
Johann Geiler von Kaysersberg, 1490
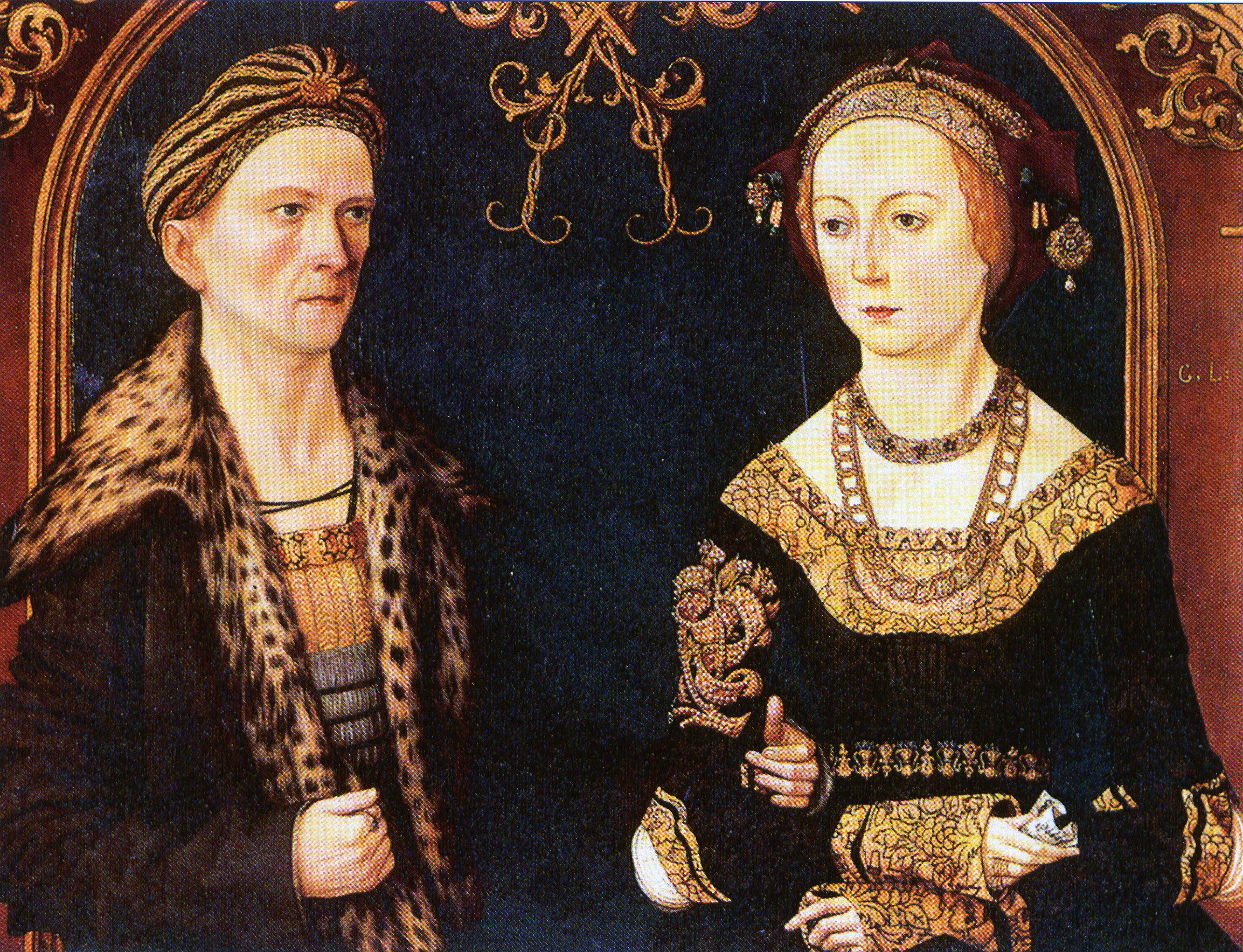
Hochzeitsbild Jakob Fuggers und der Sibylla Artzt, 1498
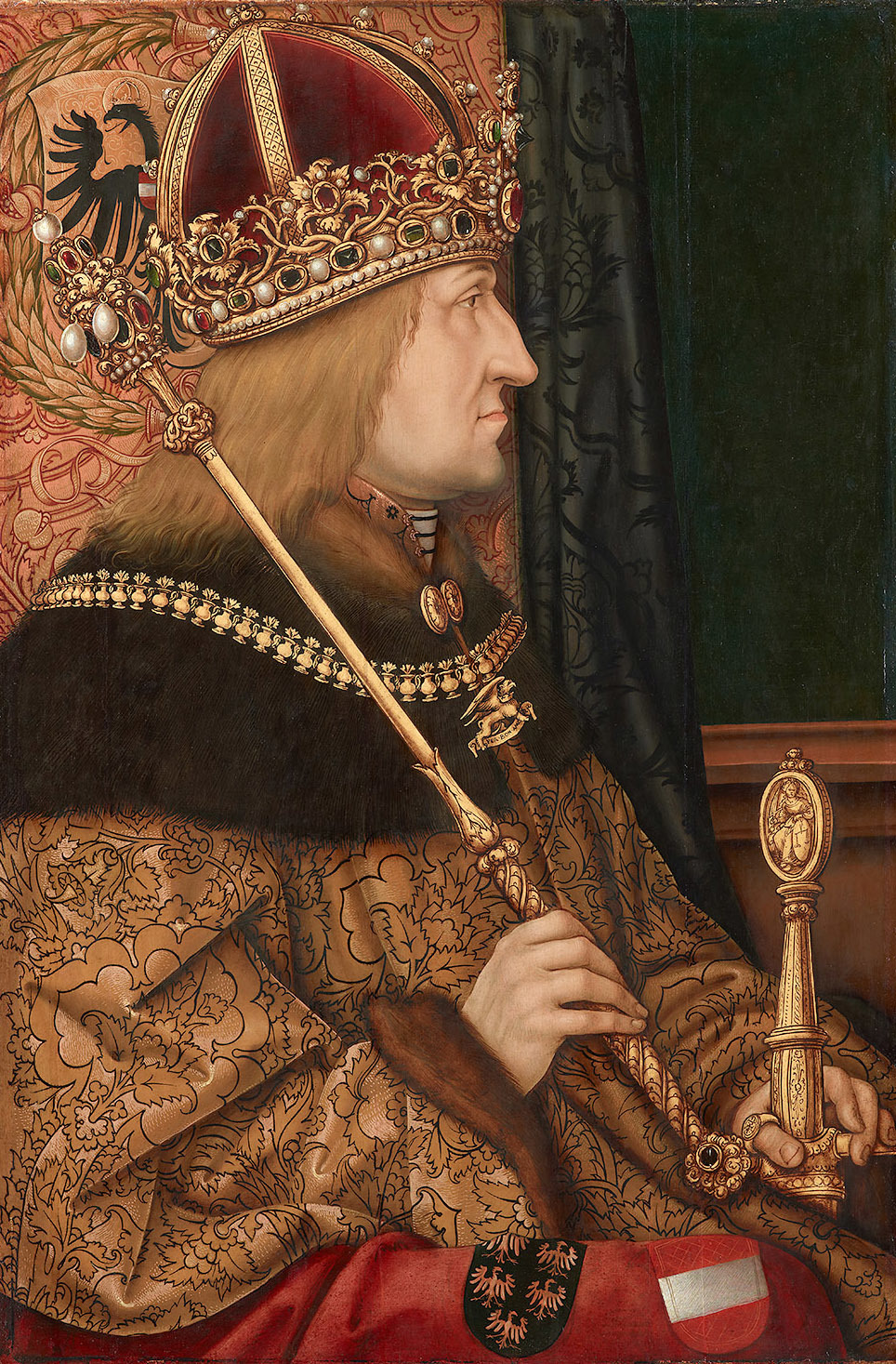
Kaiser Friedrich III., um 1500
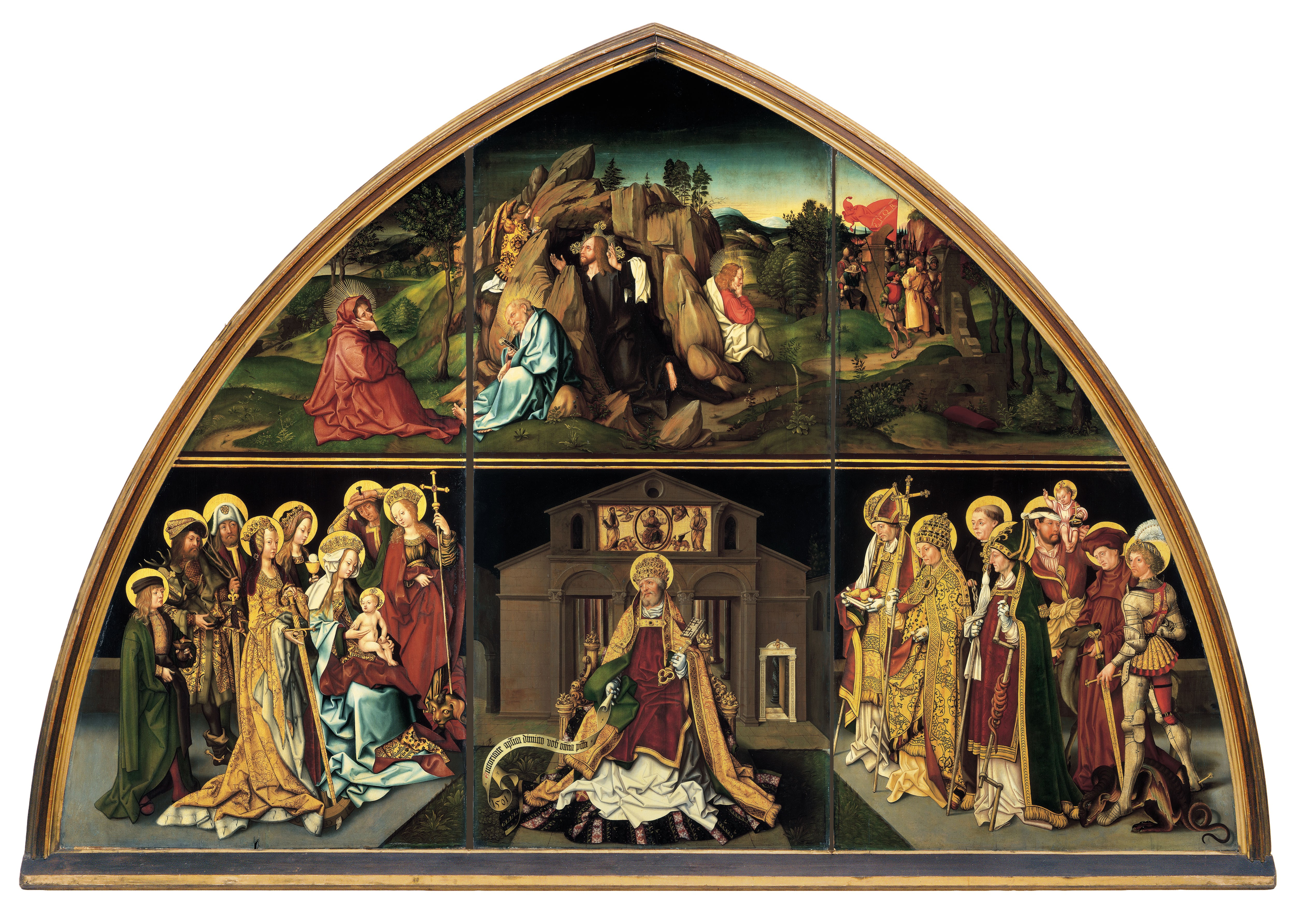
Basilica di S. Pietro, 1501
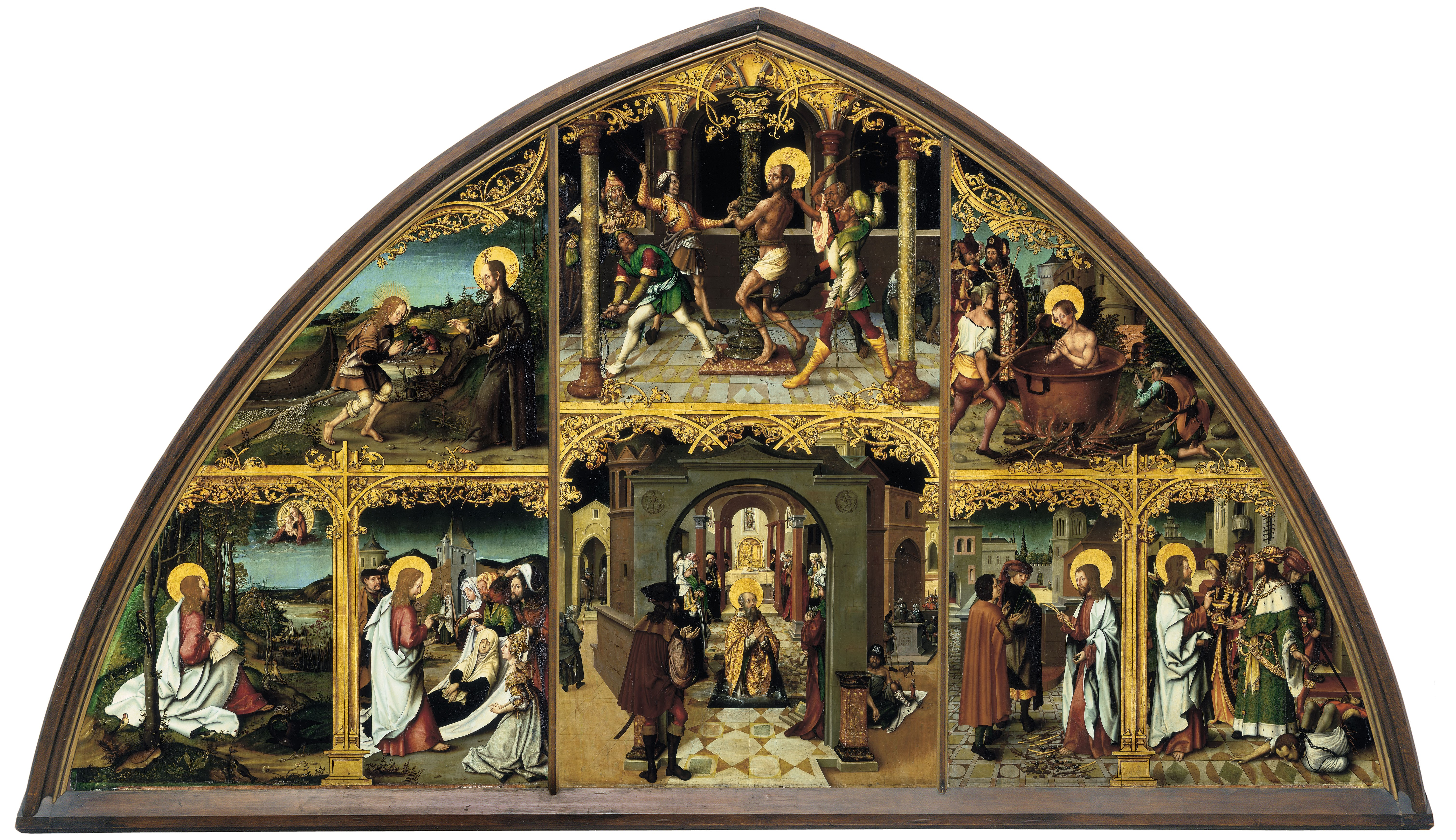
Basilica di S. Giovanni, 1502
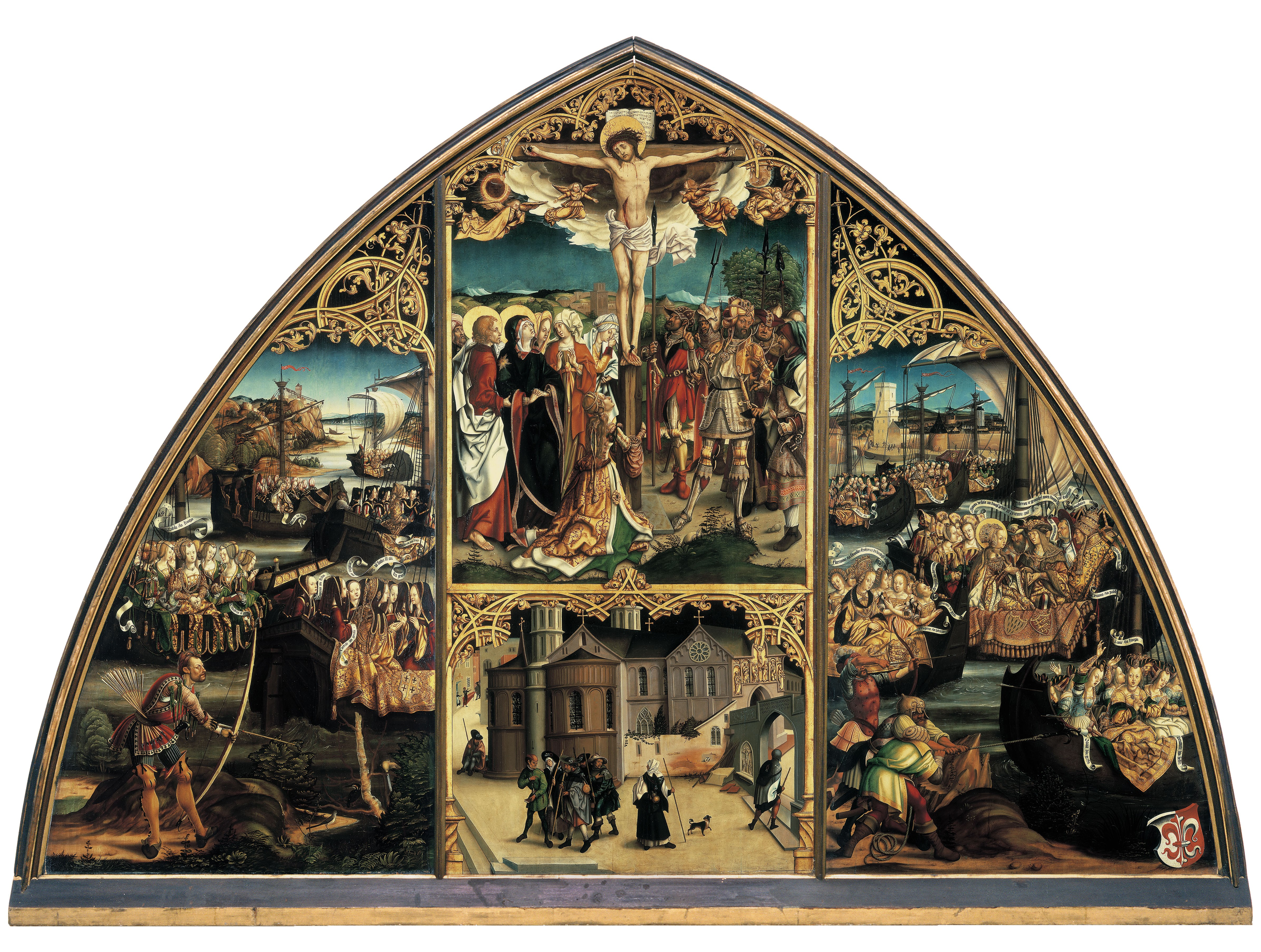
Basilica di S. Croce, 1504
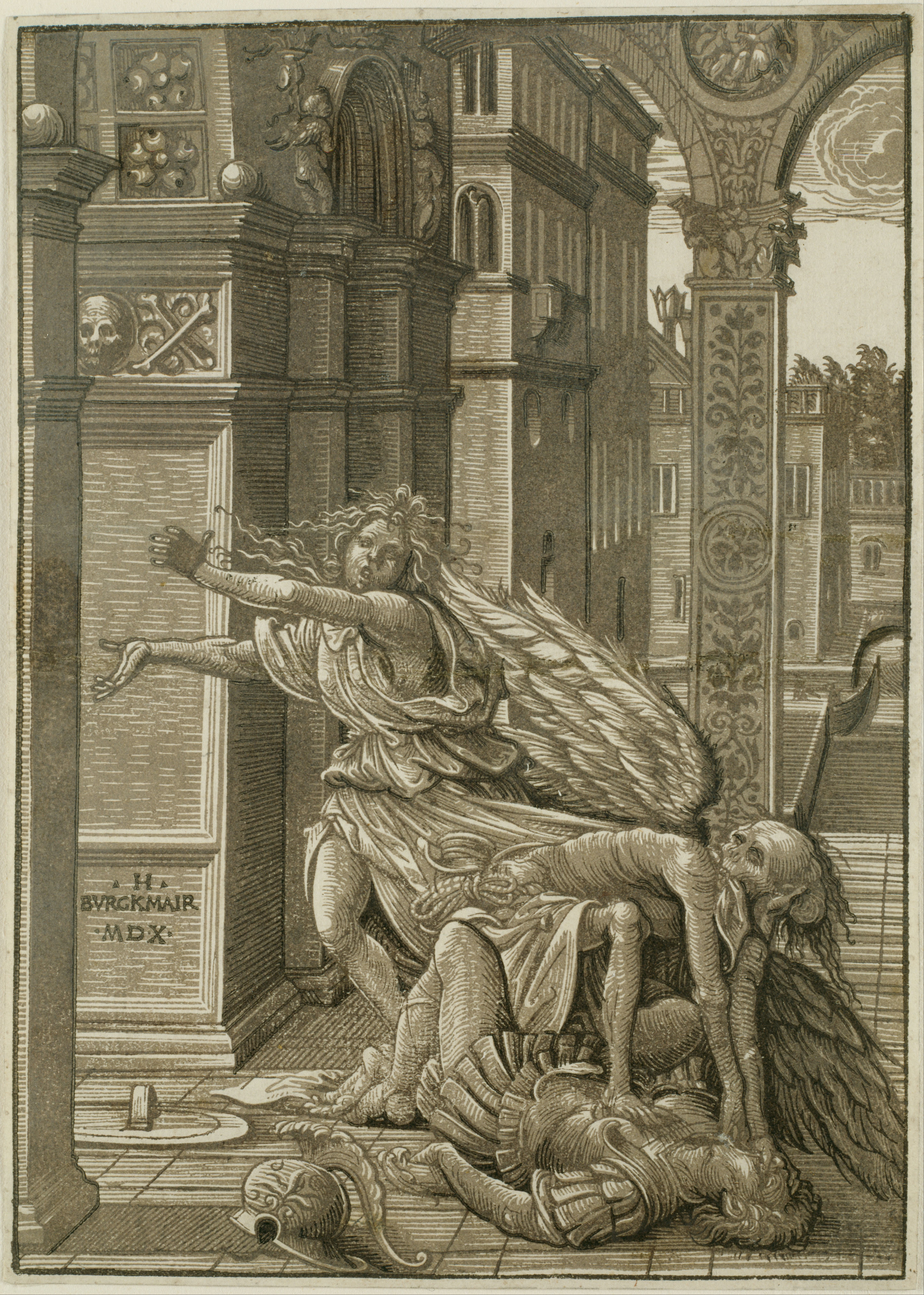
Clairobscur-Holzschnitt, 1510
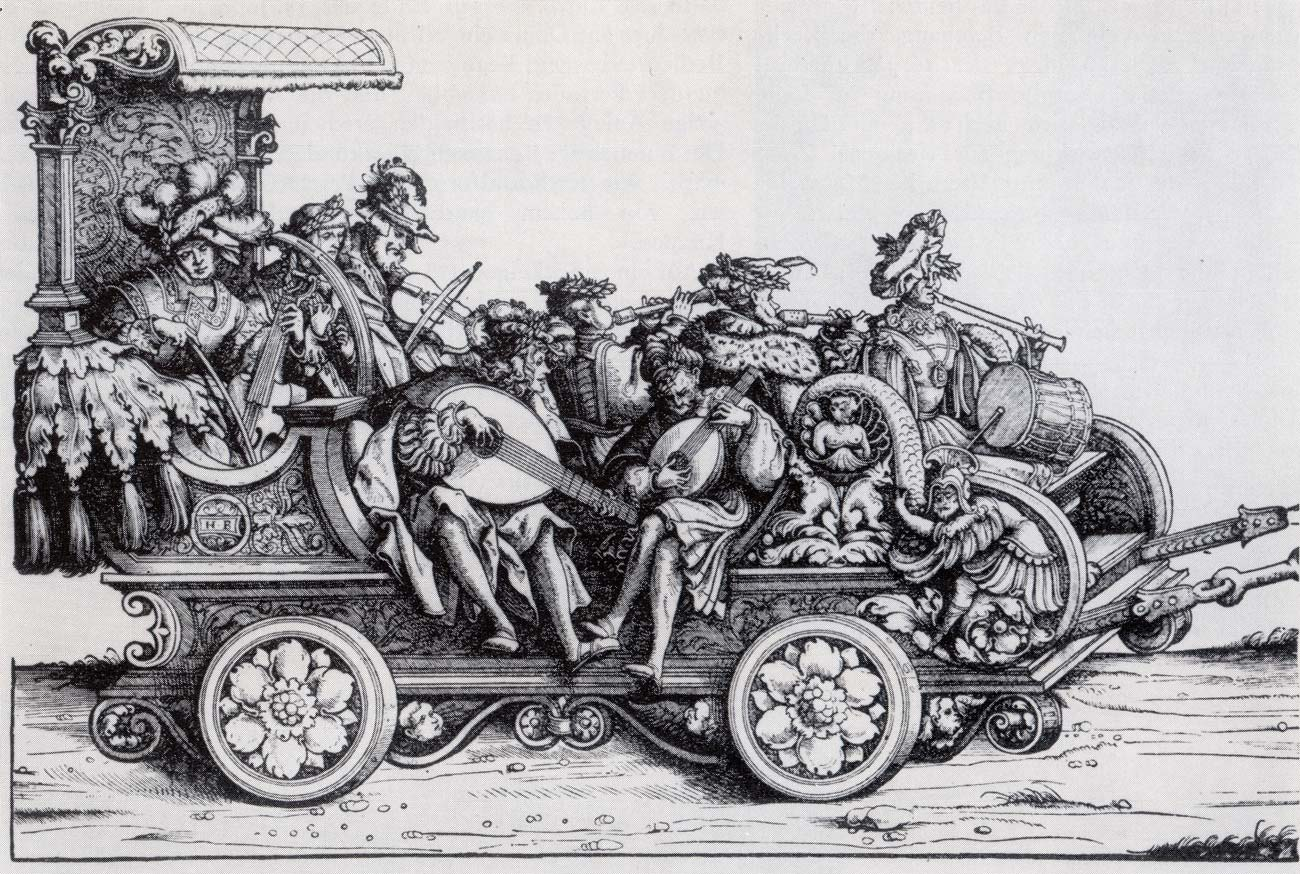
Musikantendarstellung, Holzschnitt, um 1517
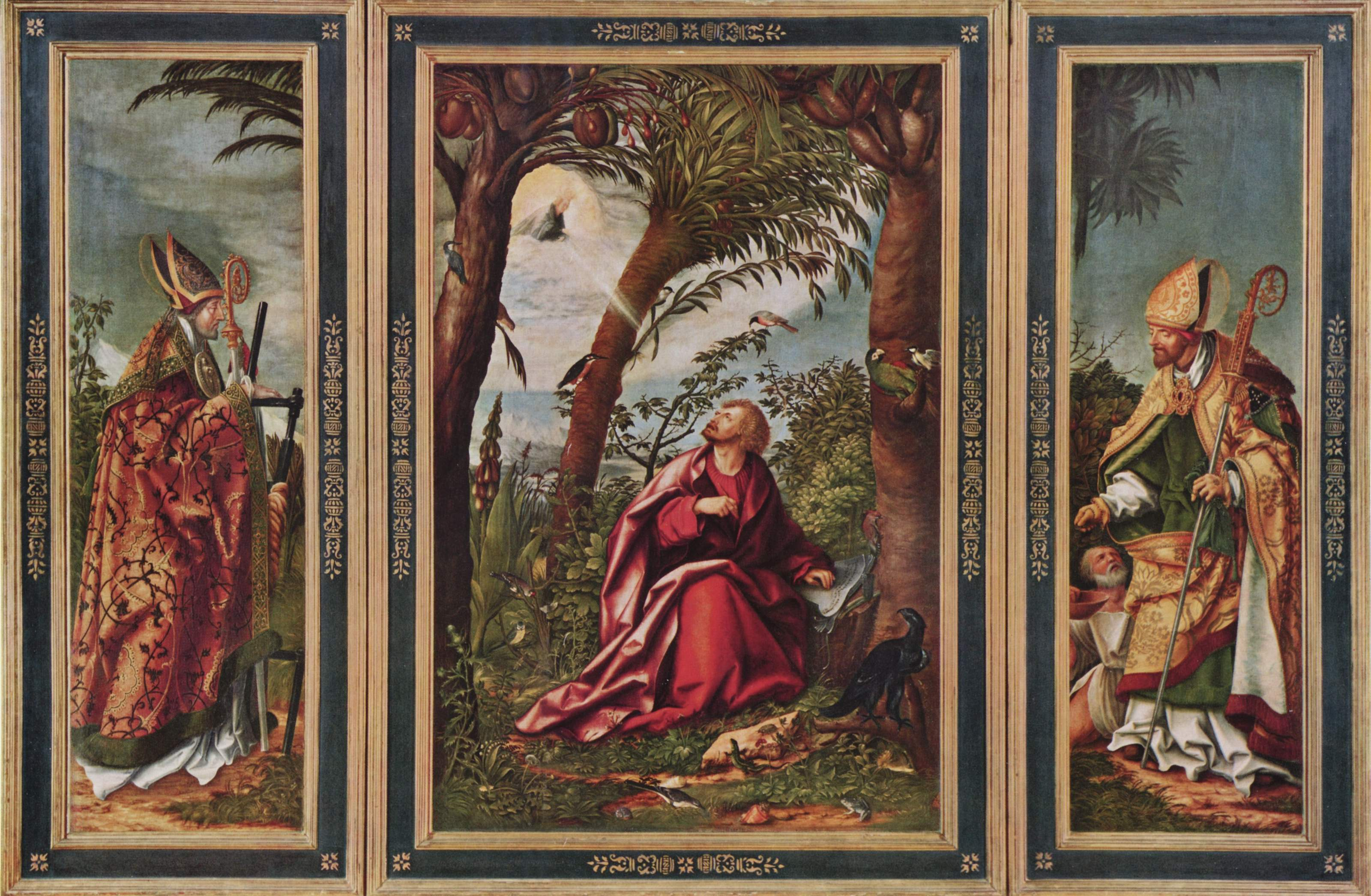
Johannesaltar, 1518
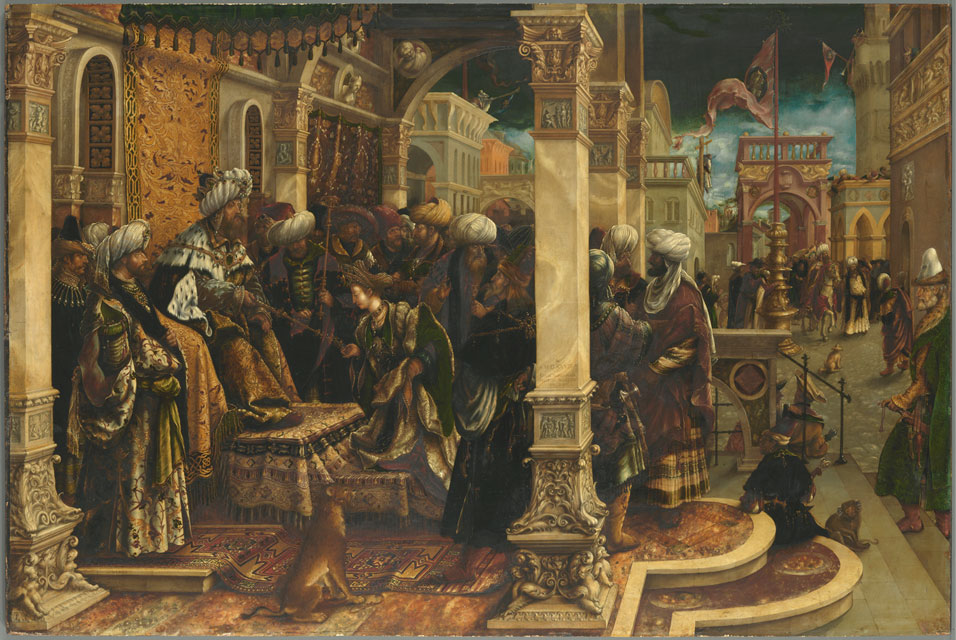
Geschichte der Esther, 1528

## Ehrung

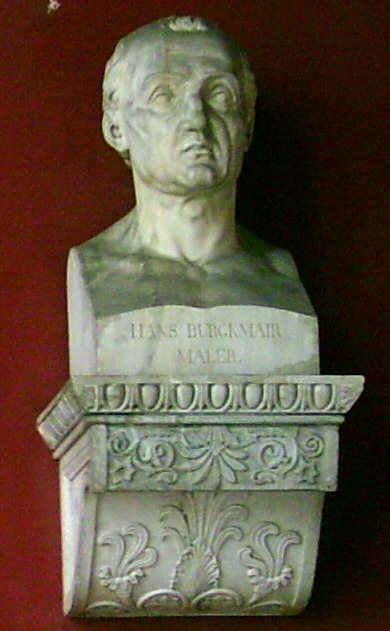
Büste in der Ruhmeshalle

Eine Büste von Hans Burgkmair dem Älteren fand Aufstellung in der Ruhmeshalle in München.